# Niau (atolón)
Niau es un atolón de las Tuamotu, en la Polinesia Francesa, y una comuna asociada a la comuna de Fakarava. Está situado al oeste del archipiélago, a 53 km al oeste del atolón de Fakarava.

## Geografía
El atolón es pequeño, de forma circular con 8 km de diámetro. La superficie total es de 20 km², y la laguna tiene 3,3 km². Las tierras rodean completamente la laguna interior, sin dejar ningún paso al océano, provocando que el agua sea muy salina. En cambio la tierra es muy fértil, contrariamente a los otros atolones, y permite cultivar frutas, como naranjas, limones, bananas, además de los cocoteros que producen copra. Precisamente el nombre Niau, en tahitiano, quiere decir «palma de cocotero».
La villa principal es Tupuna y la población total era de 160 habitantes en el censo de 1996. No dispone de infraestructuras.

## Historia
Niau fue descubierto en 1820 por Fabian Gottlieb von Bellingshausen. El atolón fue conocido con el nombre colonial de Greg.